# Керегеш
Керегеш — посёлок при станции в Новокузнецком районе Кемеровской области. Входит в состав Терсинского сельского поселения.

## География
Центральная часть населённого пункта расположена на высоте 234 метров над уровнем моря.

## Население
По данным Всероссийской переписи населения 2010 года, в посёлке при станции Керегеш проживает 44 человека (17 мужчин, 27 женщин).